# Oh What a Circus
«Oh What a Circus» es una canción interpretada por el cantante inglés David Essex y compuesta por Tim Rice y Andrew Lloyd Webber para el musical Evita (1976), que se basa en la vida de la política argentina Eva Perón. La compañía Mercury Records la publicó como el primer sencillo del musical y como el tercero del álbum conceptual del mismo nombre el 4 de agosto de 1978, en algunos países europeos, y el 19 de ese mes en Reino Unido. Essex interpretó el personaje del Che —basado en el Che Guevara— en la producción original del musical en Londres y canta el tema desde su punto de vista. Con producción y arreglos de Mike Batt, es una canción de tempo rápido cuya letra compara la vida de Eva Perón, el personaje principal, con un circo y califica sus acciones de fraudulentas. Se caracteriza por ser un contrafactum y comparte la melodía con «Don't Cry for Me Argentina», de la misma obra.
«Oh What a Circus» significó un éxito comercial para el cantante, luego de que su anterior compañía cancelara su contrato discográfico debido a las bajas ventas de sus anteriores trabajos. Alcanzó el tercer puesto en la lista oficial de Reino Unido y estuvo entre los treinta primeros lugares en Bélgica, Irlanda y Países Bajos. En producciones posteriores del musical numerosos artistas realizaron una versión de la canción, entre ellos Mandy Patinkin, Ricky Martin y Marti Pellow. Para la adaptación cinematográfica, dirigida por Alan Parker y estrenada en 1996, fue interpretada por el actor español Antonio Banderas y por la cantante estadounidense Madonna; la crítica elogió el arreglo con influencias del flamenco en la composición.

## Antecedentes y publicación
«Oh What a Circus» fue compuesta por Tim Rice y Andrew Lloyd Webber mientras desarrollaban el musical Evita entre 1974 y 1976. Ambos estaban muy intrigados por las historias que rodeaban la vida de Eva Perón cuando empezaron a investigar sobre ella a mediados de los años 1970. A su vez buscaban varios actores que interpretaran el papel del narrador de Evita, personaje inspirado en el Che Guevara.
Por otra parte, el cantante inglés David Essex había terminado su trabajo en el álbum conceptual Jeff Wayne's Musical Version of The War of the Worlds y estaba interesado en producciones teatrales. Recibió una llamada de Rice y Webber para el papel del Che e inmediatamente aceptó la oferta. El musical ya había generado interés anteriormente con el álbum conceptual del mismo nombre, editado en 1976, así como con el éxito comercial del sencillo «Don't Cry for Me Argentina», interpretado por Julie Covington. Essex se reunió con el director Harold Prince y discutieron temas relacionados con su personaje, incluido la visión que Rice y Webber tenían sobre él. Debido a su ascendencia romaní, el cantante tenía la «característica» naturaleza lacónica y la apariencia «ideal» necesaria para el rol.
Evita tuvo éxito desde su noche de estreno: Derek Jewell del Sunday Times elogió la música de Webber y la actuación de Essex como un personaje «melancólico y enigmático». Mientras tanto, el artista había publicado antes una versión de «Stay with Me» (1966), original de Lorraine Ellison, que alcanzó el puesto número 45 en la lista oficial de Reino Unido, hecho que provocó que CBS Records cancelara su contrato discográfico debido a la baja recepción. Por consiguiente, su representante comenzó a buscar contratos nuevos y al final firmó uno con Phonogram, quien sugirió que se pusiera a la venta como sencillo una de las canciones del álbum. La discográfica eligió entonces «Oh What a Circus», con «High Flying, Adored» como el lado B del vinilo de 7". De esta manera, salió a la venta como el tercer sencillo del álbum y como el primero del musical el 4 de agosto de 1978, en algunos países europeos, y el 19 de ese mes en Reino Unido a través de la subsidiaria de Phonogram, Mercury Records.

## Composición y recepción
«Oh What a Circus» es un contrafactum y comparte la composición con «Don't Cry for Me Argentina», de la misma obra, pero tiene un tempo más rápido y letras completamente diferentes. La canción incluye un canto coral en latín, basado en el himno católico «Salve Regina». Una estrofa alternativa de «Don't Cry for Me Argentina» aparece como un preludio de la canción en el Acto II, cantada por una joven que caracteriza a Eva. Colm Wilkinson fue quien interpretó la primera versión del tema en el álbum conceptual de Evita antes de Essex, quien este último grabó una nueva con producción y arreglos de Mike Batt y masterización de Tony Bridge. Se filmó un videoclip en la Catedral de San Pedro y San Pablo, ubicada en la ciudad de Brístol (Inglaterra), y muestra a Essex cantando mientras una multitud que lleva velas circula dentro de un edificio.
Según la partitura publicada en Sheet Music Direct, se establece en un compás de 4/4 con un tempo de 128 pulsaciones por minuto y el registro vocal de Essex se extiende desde las notas do sostenido3 a mi5. La letra trata sobre la noticia de la muerte de Eva y su funeral, así como la creencia del Che de que el duelo por ella no era apropiado y que su vida y predicación eran fraudulentas. Además compara su vida con la de un circo y un coro aparece durante la parte central. La letra cuestiona la santidad de la política y su reconocimiento como un personaje piadoso entre los argentinos, a la vez que se burla al haberle fallado a su gente al no ser inmortal. Las palabras riman en versos como los de show/go y town/down; Rice explicó que se hizo de manera intencional para hacer que la canción pareciera asimétrica.

Oh what a circus, oh what a show, Argentina has gone to town
Over the death of an actress called Eva Perón
Oh what an exit, that's how to go, when they're ringing your curtain down
Demand to be buried like Eva Perón

Luego de su publicación, el sencillo debutó en el puesto número 36 de la lista UK Singles Chart el 19 de agosto de 1978. Logró un ascenso con el paso de las semanas y finalmente alcanzó el tercer lugar un mes después, el 17 de septiembre. Fue la canción más exitosa de Essex en el país desde «Hold Me Close», que lideró la lista en 1975, y estuvo presente un total de once semanas. En los demás mercados europeos se ubicó en la posición ocho en Irlanda y en la veintiséis en Bélgica, e ingresó a los conteos Dutch Top 40 y Single Top 100 de Países Bajos, en los lugares dieciocho y veinte, respectivamente. Por último, en el ranking Kent Music Report de Australia, ocupó el número 72.

## Versiones de otros artistas
Mandy Patinkin encarnó al Che en la producción estadounidense del musical y realizó una versión del tema. El autor William A. Everett, en su libro The A to Z of the Broadway Musical, escribió que su canto e interpretación «interactuaron a nivel psicológico con el personaje principal (interpretado por Patti LuPone) y desafiaron las acciones y motivaciones de ella». El actor español Antonio Banderas y la cantante estadounidense Madonna cantan la canción en la película Evita (1996), dirigida por Alan Parker. Durante el filme, el Che reflexiona en un bar vacío, tras el ostentoso cortejo fúnebre de Eva Perón, y luego en las calles de Buenos Aires mientras la comunidad llora y se rebela. Las estrofas de Eva aparecen durante la escena de su funeral, aunque no la canta directamente. Inicia con una guitarra española cuando Banderas toma la voz principal y luego aparece un coro cambiante a lo largo de la canción.
En el puente se produce un ritmo y un tempo diferentes donde la composición principal tiene influencias del rock y el piano, mientras Banderas pronuncia la frase She didn't say much, but she said it loud. El coro regresa cerca del final, seguido de un pasaje orquestal que consiste en el tema principal acompañado de sonidos de gong y timbales. Madonna recita los últimos versos share my glory, so share my coffin. J. Randy Taraborrelli, autor de Madonna: An Intimate Biography, elogió la voz de la cantante y la describió como «flexible y fuerte». De manera similar, Lucy O'Brien, en su libro Madonna: Like an Icon, comentó que la «dulzura y el poder de [su] voz aparecen como nunca antes en estas pistas». Paul Verna, de la revista Billboard, también otorgó una reseña favorable y consideró el arreglo «enérgico con sabor a flamenco» como uno de los momentos más destacados de la banda sonora de la película. El músico inglés Hank Marvin grabó una versión instrumental para su álbum de 1997 Hank Marvin and the Shadows Play the Music of Andrew Lloyd Webber and Tim Rice.
En 2006, para la primera reposición de Evita en los teatros del West End, el actor Matt Rawle personificó al Che y realizó una versión de la pista, que Michael Billington de The Guardian criticó al «no tener una idea coherente». En la producción de Broadway de 2012, el personaje, interpretado en esta ocasión por el cantante puertorriqueño Ricky Martin, fue modificado y en su lugar representó un hombre de clase trabajadora que narraba todos los eventos. Según Joe Dziemianowicz del New York Daily News, su actuación «atrayente» le dio «un gran toque de calidad de estrella». En 2014, Marti Pellow, de la banda escocesa Wet Wet Wet, lo representó en la segunda reposición de la obra en West End. Del periódico Bristol Post, Natalie Banyard aprobó la elección de Pellow y destacó «su presencia ardiente, su físico audaz y su hermosa voz [que] evoca de manera brillante al inquietante Che». Agregó que no hubo señales del brogue escocés del artista mientras «detenía el espectáculo con sus interpretaciones de "Oh What a Circus" y "The Lady's Got Potencial"».

## Lista de canciones y formatos
| 7"  |                       |          |  |
| N.º | Título                | Duración |  |
| 1.  | «Oh What a Circus»    | 3:54     |  |
| 2.  | «High Flying, Adored» | 3:19     |  |

## Posicionamiento en listas
| País (Lista 1978)              | Posición más alta |
| ------------------------------ | ----------------- |
| Australia (Kent Music Report)  | 72                |
| Bélgica Flandes (Ultratop)     | 26                |
| Irlanda (IRMA)                 | 8                 |
| Países Bajos (Dutch Top 40)    | 18                |
| Países Bajos (Single Top 100)  | 20                |
| Reino Unido (UK Singles Chart) | 3                 |

## Créditos y personal
- David Essex: voz.
- Tim Rice: composición.
- Andrew Lloyd Webber: composición.
- Mike Batt: producción, arreglo.
- Tony Bridge: masterización.

Créditos adaptados de las notas del sencillo en vinilo de 7".